# 飞扬草
飞扬草（学名： L.）为大戟科大戟属的植物。一年生草本，植株高10-40公分，全株具有乳汁，被毛。莖斜生或直立，被毛，淡紅色至紫色。單葉對生，葉卵形至橢圓形，歪基，葉緣鋸齒，被毛。大戟花序聚繖狀排列，總苞寬鐘狀，單性花，雄花多數，無花被片，雌花1枚，柱頭3裂，子房3室。蒴果。

## 分布
分布于亚热带、台湾岛、热带以及中国大陆。
中國大陸分布於海南、广西、贵州、福建、湖南、四川、广东、江西、云南等地，生长于海拔400米至2,100米的地区，多生于山坡、路旁、草丛、灌丛及多见砂质土，目前已由人工引种栽培。
台灣常見於全島低海拔空地及道路旁，成群生長於向陽處。

## 别名
乳籽草、大飛揚草、大飛揚、大本乳仔草、紅骨大本乳仔草、羊母奶、奶子草、大地錦草（台灣）
飞相草（中國四川）

## 外部連結
- 飛揚草, Feiyangcao （页面存档备份，存于） 藥用植物圖像數據庫 (香港浸會大學中醫藥學院) （繁體中文）（英文）